# Богомолов, Иван Семёнович
Ива́н Семёнович Богомо́лов (27 августа [8 сентября] 1841 или 8 сентября 1841, Москва — 24 ноября [6 декабря] 1886 или 6 декабря 1886, Санкт-Петербург) — русский архитектор, академик Императорской Академии художеств, известный своим проектом пьедестала памятника Пушкину в Москве.

## Биография
Родился в семье Семёна Афиногеновича Богомолова, купца 3-й гильдии, выходца из Ярославской губернии.
Способности к рисованию и черчению проявились в школьные годы, во время обучения в Якиманском городском и втором уездном училищах. По окончании в 1854 году училища работал в лавке у отца и занимался в бесплатной рисовальной школе.
В 1861 году Богомолов поступил в Строгановское училище технического рисования. В связи с окончанием училища в 1863 году Богомолов по указу казённой палаты был переведён из купеческого сословия в учёные рисовальщики. После этого, вопреки воле родителей, на 300 рублей, заработанных уроками рисования и созданием рисунков изделий для фабрики серебряных изделий Сазикова, Богомолов переехал в Санкт-Петербург.
Поступив в 1863 году вольнослушателем в Императорскую Академию художеств, Богомолов решил учиться архитектуре, а не живописи, как планировал раньше. Среди его товарищей по учёбе были А. И. Вальберг и И. П. Ропет. За время обучения Богомолов получил за свои работы малую (1865) и большую серебряную медаль (1866), малую серебряную медаль (1867), малую золотую медаль (1869) за проект «Станции железной дороги в столице». В 1870 году он должен был участвовать в конкурсе на большую золотую медаль, но пропустил по беспечности время для подачи работы. Эта неудача сильно на него подействовала, и звание классного художника 1-й степени Богомолов получил позже за проект «Церковь в русском стиле» (1872). По словам В. В. Стасова, Богомолов был «одним из наиболее выдающихся и самостоятельных представителей новой архитектурной школы в национальном стиле».
Избран в академики (1879).
В 1886 году Богомолов заболел рожей и скончался. Похоронен на Калитниковском кладбище (памятник по проекту архитектора И. П. Ропета), В. В. Стасов ошибочно указывает Ваганьковское кладбище. Рядом с могилой Богомолова захоронены его отец и мать, надгробие родителей сделано сыном.

## Памятник Пушкину в Москве
Конкурс на установку памятника Пушкину в Москве был выигран в 1875 году скульптором А. М. Опекушиным, который пригласил Богомолова для сооружения пьедестала.
Проект Богомолова, воплощённый в 1880 году, включал пьедестал из тёмно-красного сердобского гранита, четыре чугунных фонаря по углам с четырьмя светильниками в каждом и 20 небольших тумб по периметру, украшенных бронзовыми венками и соединённых цепью.

## Другие работы
- деревянная церковь в имении великого князя Николая Николаевича в Знаменке
- дом Н. Н. Зайцевой на Фурштатской улице, 20 в Петербурге (1875—1876). Здесь был возведён один из первых висячих садов в домах такого типа[8]
- церковь святого Николая Чудотворца в Райвола (1875—1881, разрушена)
- доходный дом М. В. Кудрявцевой (перестройка мезонина). Санкт-Петербург. Марата ул., 14 (1877) [9]
- доходный дом Карзинкина в Столешниковом переулке, 11 (1883—1884)
- деревянный ипподром в Петергофе (1884)
- надгробный памятник М. П. Мусоргскому на Тихвинском кладбище (скульптор И. Я. Гинцбург) (1884—1885)
- решётка к памятнику Глинке в Смоленске (1886)